# Tessa Gobbo
Tessa Gobbo (Keene, 8 de dezembro de 1990) é uma remadora estadunidense, campeã olímpica.

## Carreira
Gobbo competiu nos Jogos Olímpicos de 2016, no Rio de Janeiro, onde conquistou a medalha de ouro com a equipe dos Estados Unidos no oito com.